# Romaine Lorquet
 Romaine Lorquet, née Romaine Jeanne Rambaud le 3 février 1921 dans le  6e arrondissement de Lyon et morte le 3 avril 2005 à Avignon, est une sculptrice française de la nouvelle École de Paris.

## Biographie
Romaine Lorquet entre en 1934 à l'École des beaux-arts de Lyon puis suit les cours de l'École des Beaux-Arts de Paris et fréquente après la guerre les sculpteurs Brancusi, Étienne Martin, Juana Muller. Dans les années 1970, elle part vivre et travailler à Lacoste dans le Vaucluse. Romaine Lorquet a surtout exposé à l'étranger (Londres, Stockholm).

## Œuvre
Les Échanges, l'une des œuvres monumentales les plus connues de Romaine Lorquet, a été conçue pour le Ministère de l'Économie et des Finances . Le bas-relief de bronze, complété de deux frises latérales, évoque la structure de la société à travers ses trois secteurs d'activité, le secteur primaire (l'agriculture), le secteur secondaire (l'industrie) et le secteur tertiaire (les services).
Parallèlement à ses sculptures, bois ou pierre, Romaine Lorquet a réalisé des peintures et des aquarelles.

## Œuvres dans les musées
- Musée d'art moderne de la ville de Paris
- Fonds national d'art contemporain, Martigues : Soleil d'eau
- Musée de la Haye (Hollande)
- Musée de Linköping (Suède)
- Musée de Tel Aviv (Israël)
- Angleterre
- Norvège

### Éléments de bibliographie

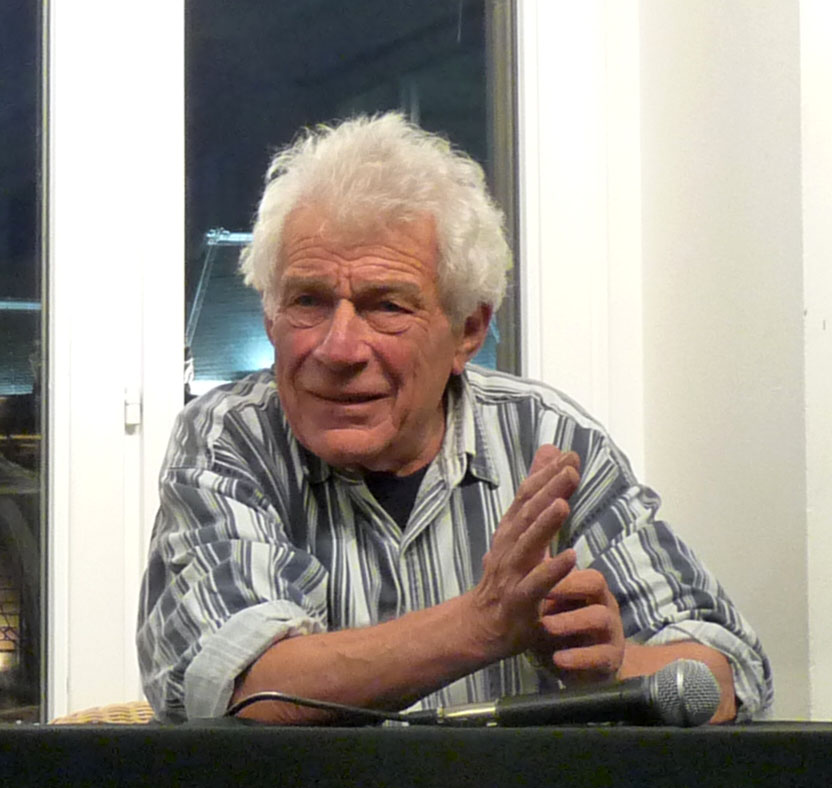
John Berger

- John Berger, About Looking, 1980. Rééditions : Vintage, 1992 ; Londres, Bloomsbury, 2009.
- John Berger,  Au regard du regard, traduit de l'anglais par Katia Berger Andreadakis. Paris, L'Arche, 1995, 155 p.
- John Berger, Selected Essays, Londres, Bloomsbury, 2001  (ISBN 0747554196) ;  (ISBN 978-0747554196)